# Clavopelma
Clavopelma es un género monotípico de arañas migalomorfas de la familia Theraphosidae. Su única especie: Clavopelma tamaulipeca Chamberlin, 1937, es originaria de México.  

## Distribución
Se encuentra en México en Tamaulipas en los Montes San Carlos.